# HMG-CoA-Reduktase
HMG-CoA-Reduktase (HMGCR, Abkürzung für 3-Hydroxy-3-Methylglutaryl-Coenzym-A-Reduktase) ist ein Enzym (EC 1.1.1.34), das in Eukaryoten das 3-Hydroxy-3-Methylglutaryl-Coenzym-A mit dem Cosubstrat NADPH zu Mevalonsäure reduziert. Im Menschen ist die Reaktion für die Cholesterinbiosynthese geschwindigkeitsbestimmend. Die Hemmung der HMG-CoA-Reduktase führt daher zur Senkung des Cholesterinspiegels. Als HMG-CoA-Reduktase-Inhibitoren haben sich die Statine durchgesetzt, die sich von dem Naturstoff Lovastatin ableiten, einer der Mevalonsäure verwandten Verbindung.
Das entsprechende, in Bakterien aktive Enzym (EC 1.1.1.88) verwendet NADH als Cofactor. In Pflanzen ist Mevalonat der Ausgangsstoff der Isoprenoide.

## Katalysierte Reaktion
+ 2 NADPH/H+ ⇒  + CoA-SH + 2 NADP+
HMG-CoA wird zu Mevalonat reduziert.

## Regulation
Die Transkription der HMG-CoA-Reduktase wird von Transkriptionsfaktoren reguliert, die unter Mitwirkung von SCAP (SREBP cleavage activating protein) durch MBTPS1-katalysierte proteolytische Spaltung von SREBPs (sterol regulatory element binding protein) entstehen. SCAP wird durch gebundenes Cholesterin inaktiviert, so dass bei steigender Cholesterinkonzentration die Bildung der HMG-CoA-Reduktase abnimmt. Zusätzlich wird die HMG-CoA-Reduktase durch Bindung von Cholesterin allosterisch gehemmt; Lanosterol, ein Vorläufer des Cholesterins, wirkt ebenfalls als allosterischer Hemmer. Bei zellulärem Energiemangel mit erhöhter AMP-Konzentration wird die HMG-CoA-Reduktase durch AMP-aktivierte Proteinkinase (AMPK) reversibel phosphoryliert und damit inaktiviert; die energieaufwändige Cholesterinsynthese wird so verringert. Bei Cholesterinmangel nimmt die Transkription des HMG-CoA-Reduktase-Gens wieder zu.
Weitere Hormone, die regulierend auf HMG-CoA-Reduktase wirken sind
- Insulin (stimulierend)
- Glucagon (Antagonist von Insulin)
- Thyroidhormone (stimulierend; allerdings führt eine Hypothyreose aus anderen, unklaren Gründen zu erhöhten Cholesterinspiegeln im Blut)

## Weitere Namen
- 3-Hydroxy-3-methylglutaryl-CoA-Reduktase
- (S)-3-Hydroxy-3-methylglutaryl-CoA-Reduktase
- β-Hydroxy-β-methylglutaryl-Coenzym-A-Reduktase[1]